# Mail Champlain
Le Mail Champlain est un centre commercial situé à Brossard sur la Rive-Sud de Montréal au Québec. Il est la propriété du Fonds de placement immobilier Cominar depuis 2014. Il possède 150 boutiques. Il est situé sur la principale artère de la région, le boulevard Taschereau. Le centre attire 6,4 millions de visiteurs annuellement.

## Historique
Les origines du Mail Champlain remontent en octobre 1957, avant que la Ville de Brossard soit fondée, quand la Corporation Ivanhoe, par l'entremise de son partenaire Westmount Realties  Company, acquiert des lots de la paroisse de Laprairie  de La Madeleine dans le but de bâtir un centre commercial au coin de ce qui deviendra les boulevards Pelletier et Provencher.
Il est construit en 1975 avec 50 magasins ayant pour principaux détaillants Sears et Steinberg,. Bien que le centre d'achats fut lui-même inauguré au mois d'octobre, Sears et Steinberg étaient déjà ouverts au public depuis les 12 mars et 16 avril, respectivement, Dans le cas de Sears, ce fut son tout premier magasin dans la région de Montréal.
En 1977, le centre commercial est agrandi et 50 magasins sont ajoutés dont Miracle Mart et Cineplex Odeon. La nouvelle section ouvre le 1er septembre 1977. Le centre compte désormais une centaine de commerces.
En mars 1986, le magasin de sports Arlington arbore dorénavant la bannière  de Sports Experts.
Le nom de Miracle Mart est changé le 3 septembre 1986 pour celui de magasin M.
En août 1988, La Baie installe une succursale avec 57 autres magasins. Le centre d'achats atteint une superficie de 700 000 pi2 (65 032 m2),.
Les Ailes de la Mode ouvre le premier magasin de sa chaîne le 10 août 1994 dans l'ancien local de M,.
L'épicerie Métro (l'ex Steinberg) ferme ses portes en mars 2002. Sports Experts déménage dans le local en septembre 2002 en amenant avec lui le premier magasin Atmosphère au Québec. Une partie de l'ex-Métro est allé aussi à la pharmacie Essaim en plus du Sports Experts et Atmosphère.
En 2008, le Old Navy ferme ses portes pour faire place à une boutique Urban Planet.
Le centre complète à la fin 2010 un important projet de rénovation – un investissement de 40 M$ - qui optimisera l’expérience de magasinage dans un design et une atmosphère mode raffinés. La propriété attire au-delà de 6 millions de visiteurs chaque année.
En 2015, ZARA déménage au centre commercial voisin, Le Quartier DIX30, et ferme définitivement sa boutique du Mail Champlain le 1er avril.
Sears ferme le 8 janvier 2018, moins d'une semaine avant la fermeture des derniers magasins de la chaîne au Canada.
Ouverture le 21 avril 2018 du premier magasin Décathlon au Canada,. Il remplace ainsi l'ancien magasin Les Ailes de la Mode.
À la fin de 2019, la chaîne Dollarama ouvre une succursale au Mail Champlain, près de l'entrée 1, voisin au futur marché Mayrand.
Le détaillant en alimentation Mayrand ouvre le 15 juillet 2020 un magasin de 50 000 pi2 (4 645 m2) dans le premier étage de l'ancien Sears,. Le deuxième étage sera pour sa part converti en espaces de bureaux.
En février 2021, le Café Starbucks Coffee ferme définitivement son kiosque du Mail Champlain.

## Grandes surfaces
- La Baie 144 559 pi2 (13 430 m2)
- Décathlon (ancien Les Ailes de la Mode)  65 214 pi2 (6 059 m2)
- Mayrand 50 000 pi2 (4 645 m2)
- Sports Experts / Atmosphère  37 542 pi2 (3 488 m2)
- Ardène (ancien XXI Forever (Forever 21)) 17 746 pi2 (1 649 m2)
- Archambault 17 664 pi2 (1 641 m2)
- Urban Planet 15 781 pi2 (1 466 m2)
- H&M 15 084 pi2 (1 401 m2)

Ce centre commercial est aussi reconnu pour ses boutiques plus ou moins haut de gamme comme : Browns, Ecko Unltd, Guess, Jack & Jones, La Baie, Little Burgundy, Rudsak, Swarovski, Tristan, Vero Moda, Vincent d'Amérique et plusieurs autres.

## Propriétaires
Développé par la Corporation Ivanhoe et initialement géré par elle, le Mail Champlain était la propriété conjointe d'Ivanhoe et de Sears. Cette copossession de Ivanhoe et Sears du Mail Champlain se poursuit durant les années 80 même après l'arrivée de La Baie à la fin des années 80.
Le Mail Champlain est plus tard la propriété à 50% d'Ivanhoé Cambridge et à 50% du Healthcare of Ontario Pension Plan (HOOPP).
En 2014, Ivanhoé Cambridge vend le Mail Champlain à Cominar. Cette dernière acquiert aussi les parts que détenait HOOPP dans le centre d'achats.